# Screen Actors Guild Awards 2010

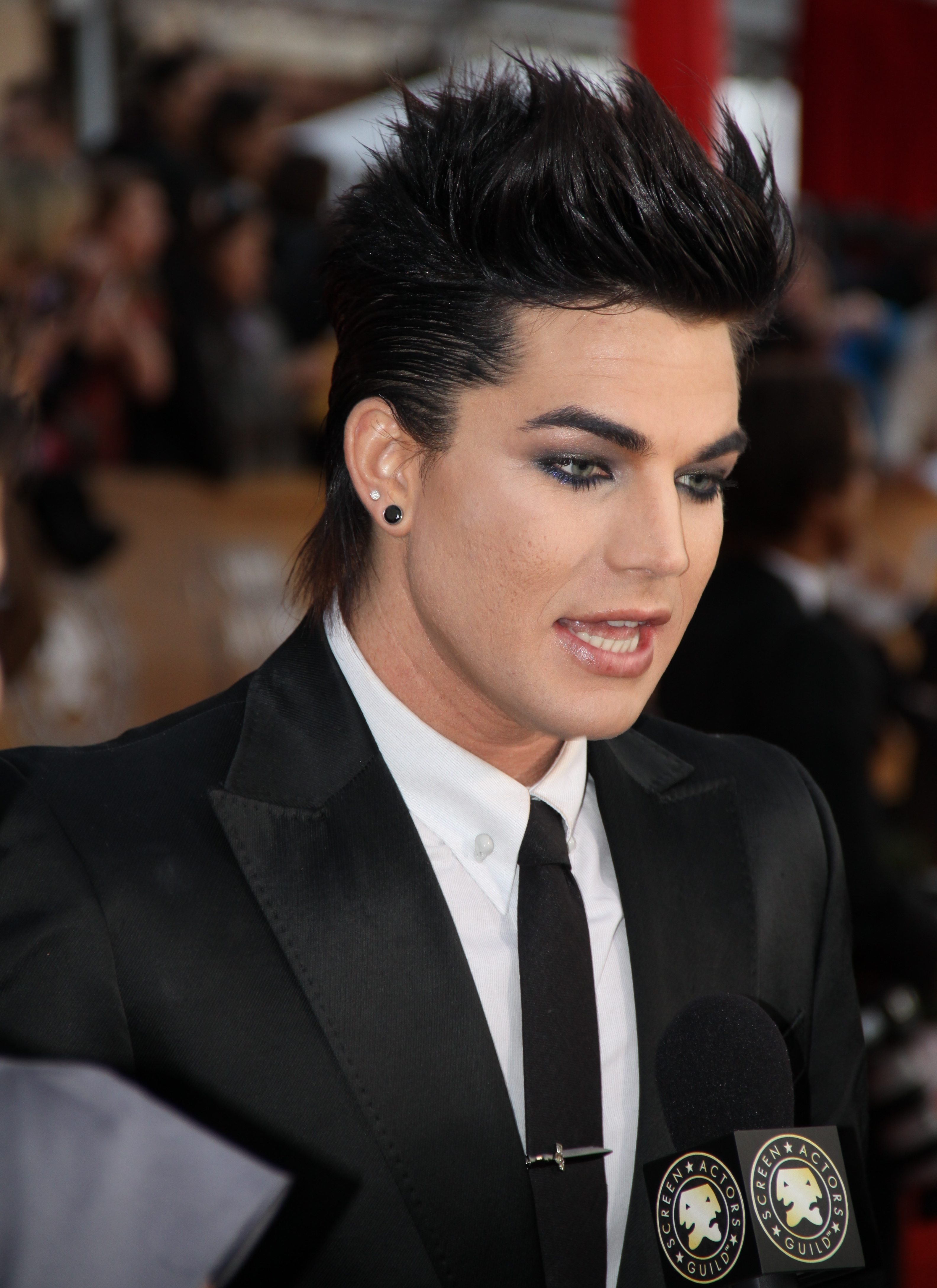
Adam Lambert

La sedicesima cerimonia del Premio SAG si è tenuta il 23 gennaio 2010 allo Shrine Exposition Center di Los Angeles.
Le candidature sono state annunciate da Michelle Monaghan e Chris O'Donnell il 17 dicembre 2009 al Los Angeles' Pacific Design Center's Silver Screen Theater.

## Cinema

### Miglior attore protagonista
- Jeff Bridges – Crazy Heart
- George Clooney – Tra le nuvole (Up in the Air)
- Colin Firth – A Single Man
- Morgan Freeman – Invictus - L'invincibile (Invictus)
- Jeremy Renner – The Hurt Locker

### Migliore attrice protagonista
- Sandra Bullock – The Blind Side
- Helen Mirren – The Last Station
- Carey Mulligan – An Education
- Gabourey "Gabby" Sidibe – Precious
- Meryl Streep – Julie & Julia

### Miglior attore non protagonista
- Christoph Waltz – Bastardi senza gloria (Inglourious Basterds)
- Matt Damon – Invictus - L'invincibile (Invictus)
- Woody Harrelson – Oltre le regole - The Messenger (The Messenger)
- Christopher Plummer – The Last Station
- Stanley Tucci – Amabili resti (The Lovely Bones)

### Miglior attrice non protagonista
- Mo'Nique – Precious
- Penélope Cruz – Nine
- Vera Farmiga – Tra le nuvole (Up in the Air)
- Anna Kendrick – Tra le nuvole (Up in the Air)
- Diane Kruger – Bastardi senza gloria (Inglourious Basterds)

### Miglior cast
- Bastardi senza gloria (Inglourious Basterds)
Daniel Brühl, August Diehl, Julie Dreyfus, Michael Fassbender, Sylvester Groth, Jacky Ido, Diane Kruger, Mélanie Laurent, Denis Ménochet, Mike Myers, Brad Pitt, Eli Roth, Til Schweiger, Rod Taylor, Christoph Waltz, Martin Wuttke
- An Education
Dominic Cooper, Alfred Molina, Carey Mulligan, Rosamund Pike, Peter Sarsgaard, Emma Thompson, Olivia Williams
- The Hurt Locker
Christian Camargo, Brian Geraghty, Evangeline Lilly, Anthony Mackie, Jeremy Renner
- Nine
Marion Cotillard, Penélope Cruz, Daniel Day-Lewis, Judi Dench, Fergie, Kate Hudson, Nicole Kidman, Sophia Loren
- Precious
Mariah Carey, Lenny Kravitz, Mo'Nique, Paula Patton, Sherri Shepherd, Gabourey Sidibe

### Migliori controfigure
- Star Trek
- Nemico pubblico - Public Enemies (Public Enemies)
- Transformers - La vendetta del caduto (Transformers: Revenge of the Fallen)

## Televisione

### Migliore attore in un film televisivo o miniserie
- Kevin Bacon – Taking Chance - Il ritorno di un eroe
- Cuba Gooding Jr. – Gifted Hands: The Ben Carson Story
- Jeremy Irons – Georgia O'Keeffe
- Kevin Kline – Great Performances: Cyrano de Bergerac
- Tom Wilkinson – A Number

### Migliore attrice in un film televisivo o miniserie
- Drew Barrymore – Grey Gardens - Dive per sempre
- Joan Allen – Georgia O'Keeffe
- Ruby Dee – America
- Jessica Lange – Grey Gardens - Dive per sempre
- Sigourney Weaver – Prayers for Bobby

### Migliore attore in una serie drammatica
- Michael C. Hall – Dexter
- Simon Baker – The Mentalist
- Bryan Cranston – Breaking Bad
- Jon Hamm – Mad Men
- Hugh Laurie – Dr. House - Medical Division (House, M.D.)

### Migliore attrice in una serie drammatica
- Julianna Margulies – The Good Wife
- Patricia Arquette – Medium
- Glenn Close – Damages
- Mariska Hargitay – Law & Order - Unità vittime speciali (Law & Order: Special Victims Unit)
- Holly Hunter – Saving Grace
- Kyra Sedgwick – The Closer

### Migliore attore in una serie commedia
- Alec Baldwin – 30 Rock
- Steve Carell – The Office
- Larry David – Curb Your Enthusiasm
- Tony Shalhoub – Detective Monk (Monk)
- Charlie Sheen – Due uomini e mezzo (Two and Half Men)

### Migliore attrice in una serie commedia
- Tina Fey – 30 Rock
- Christina Applegate – Samantha chi? (Samantha Who?)
- Toni Collette – United States of Tara
- Edie Falco – Nurse Jackie - Terapia d'urto (Nurse Jackie)
- Julia Louis-Dreyfus – La complicata vita di Christine (The New Adventures of Old Christine)

### Miglior cast in una serie drammatica
- Mad Men
Alexa Alemanni, Bryan Batt, Jared S. Gilmore, Michael Gladis, Jon Hamm, Jared Harris, Christina Hendricks, January Jones, Vincent Kartheiser, Robert Morse, Elisabeth Moss, Kiernan Shipka, John Slattery, Rich Sommer, Aaron Staton, Christopher Stanley, Aaron Staton
- The Closer
G. W. Bailey, Michael Paul Chan, Raymond Cruz, Tony Denison, Robert Gossett, Philip P. Keene, Corey Reynolds, Kyra Sedgwick, J. K. Simmons, Jon Tenney
- Dexter
Preston Bailey, Julie Benz, Jennifer Carpenter, Brando Eaton, Courtney Ford, Michael C. Hall, Desmond Harrington, C. S. Lee, John Lithgow, Rick Peters, James Remar, Christina Robinson, Lauren Velez, David Zayas
- The Good Wife
Christine Baranski, Josh Charles, Matt Czuchry, Julianna Margulies, Archie Panjabi, Graham Phillips, Makenzie Vega
- True Blood
Chris Bauer, Mehcad Brooks, Anna Camp, Nelsan Ellis, Michelle Forbes, Mariana Klaveno, Ryan Kwanten, Todd Lowe, Michael McMillian, Stephen Moyer, Anna Paquin, Jim Parrack, Carrie Preston, William Sanderson, Alexander Skarsgård, Sam Trammell, Rutina Wesley, Deborah Ann Woll

### Miglior cast in una serie commedia
- Glee
Dianna Agron, Chris Colfer, Patrick Gallagher, Jessalyn Gilsig, Jane Lynch, Jayma Mays, Kevin McHale, Lea Michele, Cory Monteith, Heather Morris, Matthew Morrison, Amber Riley, Naya Rivera, Mark Salling, Harry Shum Jr., Josh Sussman, Dijon Talton, Iqbal Theba, Jenna Ushkowitz
- 30 Rock
Scott Adsit, Alec Baldwin, Katrina Bowden, Kevin Brown, Grizz Chapman, Tina Fey, Judah Friedlander, Jane Krakowski, John Lutz, Jack McBrayer, Tracy Morgan, Keith Powell
- Curb Your Enthusiasm
Larry David, Susie Essman, Jeff Garlin, Cheryl Hines
- Modern Family
Julie Bowen, Ty Burrell, Jesse Tyler Ferguson, Nolan Gould, Sarah Hyland, Ed O'Neill, Rico Rodriguez, Eric Stonestreet, Sofía Vergara, Ariel Winter
- The Office
Leslie David Baker, Brian Baumgartner, Creed Bratton, Steve Carell, Jenna Fischer, Kate Flannery, Ed Helms, Mindy Kaling, Ellie Kemper, Angela Kinsey, John Krasinski, Paul Lieberstein, B. J. Novak, Oscar Nuñez, Craig Robinson, Phyllis Smith, Rainn Wilson

### Migliori controfigure
- 24
- The Closer
- Dexter
- Heroes
- The Unit

## SAG Annual Life Achievement Award
- Betty White